# Gambuzja pospolita

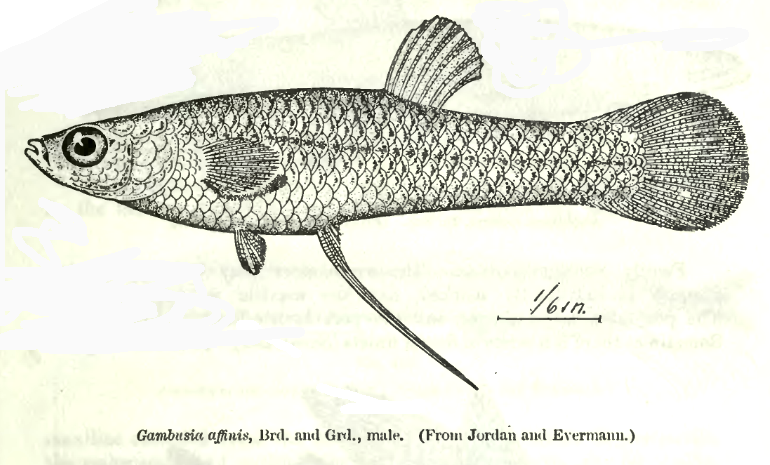
Samiec

Gambuzja pospolita (Gambusia affinis) – gatunek słodkowodnej ryby z rzędu karpieńcokształtnych (Cyprinodontiformes) i rodziny piękniczkowatych (Poeciliidae). Jest rybą akwariową, bywa hodowana w akwarium.

## Występowanie
Południowe i południowo-zachodnie Stany Zjednoczone oraz północny Meksyk. Przed upowszechnieniem chemicznych środków była introdukowana w wielu krajach w celu walki z malarią. W Europie występuje w Portugalii, Hiszpanii, południowej Francji, we Włoszech oraz na Bałkanach, na Węgrzech oraz w Armenii i w Gruzji. Introdukowana również m.in. w Ameryce Południowej (Argentyna, Boliwia, Chile), na Hawajach, w Kanadzie, Australii, Polinezji Francuskiej i na Timorze.
Żyje w potokach, na rozlewiskach, w rzekach i ich ujściach. Znosi temperatury wody do 40 °C.

## Opis
Samiec osiąga długość od 2,5 do 3 cm, samica od 5 do 6 cm. Otwór gębowy górny. Łuska przezroczysta. Płetwa ogonowa zaokrąglona, płetwa odbytowa samców przekształcona w narząd kopulacyjny, tzw. gonopodium.
Grzbiet oliwkowobrązowy, boki jaśniejsze, brzuch biały. W poprzek oczu ciemna smuga.

## Odżywianie
Owady i ich larwy.

## Rozród
Jest jajożyworodna, samica 3–5 razy w roku rodzi 10-60 młodych. Ciąża trwa 3-5 tygodni.

## Hodowla w akwarium
Ryba mało wymagająca, odporna na niekorzystne warunki środowiskowe. Nie nadaje się do akwariów ogólnych. Jest rybą bardzo agresywną. Często atakuje inne ryby obgryzając im płetwy.
Pokarmdowolny. Najchętniej zjadają larwy komara, rureczniki i szklarki.
Ryba żyworodna, bardzo łatwa w rozmnażaniu, ciąża trwa 3–5 tygodni, rodzi się od 10 do 300 młodych, samica może zjadać swoje młode – należy więc ją odłowić lub zapewnić gęstą roślinność, w której młode ryby mogłyby się ukryć.